# European Youth League 2019
European Youth League Championship 2019 byl 11. ročník evropské soutěže tříčlenných družstev ve sportovní střelbě ze vzduchových zbraní do 18 let.

## Kvalifikace

### Severní divize
Kvalifikační závody severní divize se konaly v dánském městě Århus ve dnech 19. až 21. dubna 2019. V tabulce níže jsou zobrazeny výsledky kvalifikačního kola, přičemž tučně jsou označeni postupující do finále:
| Pistole | Pistole  | Pistole | Pistole | Puška  | Puška    | Puška | Puška |
| Pořadí  | Tým      | Výher   | Bodů    | Pořadí | Tým      | Výher | Bodů  |
| ------- | -------- | ------- | ------- | ------ | -------- | ----- | ----- |
| 1.      | Litva    | 3       | 66      | 1.     | Švédsko  | 4     | 88    |
| 2.      | Polsko   | 2       | 68      | 2.     | Polsko   | 3     | 84    |
| 3.      | Estonsko | 2       | 67      | 3.     | Finsko   | 2     | 64    |
| 4.      | Lotyšsko | 2       | 63      | 4.     | Norsko   | 1     | 58    |
| 5.      | Švédsko  | 1       | 56      | 5.     | Estonsko | 0     | 26    |

### Východní divize
Kvalifikační závody východní divize se konaly v srbském Novi Sadu v termínu 17. až 19. května 2019. V tabulce níže jsou zobrazeny výsledky kvalifikačního kola, přičemž tučně jsou označeni postupující do finále:
| Pistole | Pistole    | Pistole | Pistole | Puška  | Puška      | Puška | Puška |
| Pořadí  | Tým        | Výher   | Bodů    | Pořadí | Tým        | Výher | Bodů  |
| ------- | ---------- | ------- | ------- | ------ | ---------- | ----- | ----- |
| 1.      | Ukrajina   | 3       | 69      | 1.     | Srbsko     | 2     | 56    |
| 2.      | Rusko      | 2       | 64      | 2.     | Rusko      | 2     | 49    |
| 3.      | Chorvatsko | 1       | 25      | 3.     | Ukrajina   | 1     | 44    |
| 4.      | Srbsko     | 0       | 34      | 4.     | Chorvatsko | 1     | 43    |

### Západní divize
Závody západní kvalifikační divize se konaly ve švýcarském městě Magglingen ve dnech 10. až 12. května 2019. Český tým obsadil v pistoli 2. místo, což ho posunulo do finále, zatímco puškařský skončil čtvrtý. V tabulce níže jsou zobrazeny výsledky kvalifikačního kola, přičemž tučně jsou označeni postupující do finále:
| Pistole | Pistole   | Pistole | Pistole | Puška  | Puška     | Puška | Puška |
| Pořadí  | Tým       | Výher   | Bodů    | Pořadí | Tým       | Výher | Bodů  |
| ------- | --------- | ------- | ------- | ------ | --------- | ----- | ----- |
| 1.      | Itálie    | 4       | 84      | 1.     | Itálie    | 4     | 82    |
| 2.      | Česko     | 3       | 70      | 2.     | Maďarsko  | 3     | 88    |
| 3.      | Španělsko | 2       | 51      | 3.     | Slovinsko | 2     | 63    |
| 4.      | Maďarsko  | 1       | 62      | 4.     | Česko     | 1     | 62    |
| 5.      | Francie   | 0       | 53      | 5.     | Francie   | 0     | 25    |

## Finále
Finále se konalo v maďarské Budapešti ve dnech 3. až 6. října 2019. Český puškařský tým se do finále nedostal, pistolářský obsadil páté místo.
| Pořadí           | Pistole  | Puška     |
| Pořadí           | Tým      | Tým       |
| ---------------- | -------- | --------- |
| Zlatá medaile    | Maďarsko | Maďarsko  |
| Stříbrná medaile | Itálie   | Srbsko    |
| Bronzová medaile | Polsko   | Itálie    |
| 4.               | Rusko    | Rusko     |
| 5.               | Česko    | Švédsko   |
| 6.               | Ukrajina | Slovinsko |
| 7.               | Litva    | Finsko    |
| 8.               | Estonsko | Polsko    |